# Bradypterus caudatus
Bradypterus caudatus là một loài chim trong họ Locustellidae.